# 大众ID.4
大众ID.4是由德国汽车制造商大众汽车生产的电动跨界休旅車。该车型基于大众集团MEB平台开发，也是大众ID.系列的第二款车型。其量产版于2020年9月首次亮相，是大众品牌首款纯电动跨界休旅車，而其轿跑车車型以ID.5名义于2021年10月发布。
大众汽车将ID.4定位为一款高销量、面向大众市场的电动汽车——正如该公司在广告中声称的那样，这是一款面向“数百万人，而不是百万富翁”的汽车。该车型于2020年底开始交付欧洲客户，并于2021年第一季度在北美市场交付。
该车于2021年击败亚军本田e和豐田Yaris，获得该年度的世界年度風雲車大奖。

## 概览
ID.4最初以I.D. Crozz和I.D. Crozz II两款概念车的名义分别在上海车展和法兰克福车展首次展出。ID.4的原型车则在2019年法兰克福车展上低调亮相，以免抢走大众首款纯电动车ID.3的风头。
ID.4的量产版于2020年9月23日在全球发布。与主要面向欧洲市场的ID.3不同，ID.4还将北美地区作为其核心市场之一。大众集团美国首席执行官斯科特·基奥甚至表示，ID.4“驾驶起来就像GTI，它拥有途观的外形和甲壳虫的用途”，以强调其驾驶动力、设计和技术。
该车型在上市时仅提供后置后驱的版本，后续推出双电机全轮驱动版本。首批销售的是ID.4“第一版”（1st edition），其内部和外部特征与量产车型有所不同。
ID.4的前大灯和尾灯大多为LED灯，矩阵LED灯在某些市场为选配。前部有一个低位进气口，散热器和空调系统部件位于其后。短悬垂和2,766 mm（108.9英寸）的轴距，使得该车的车长达到4,584 mm（180.5英寸）。车轮尺寸为18-21英寸。后轮驱动车型最多可拖曳1,000（2,200磅）的制动拖车，配有选配牵引杆，并标配车顶导轨。
2024年款车型对配置进行了升级，配备更大的12.9英寸信息娱乐显示屏，同时内置更新后的系统；而82 kWh的车型还配备升级版APP 550电机，同时提供更高的功率和效率。

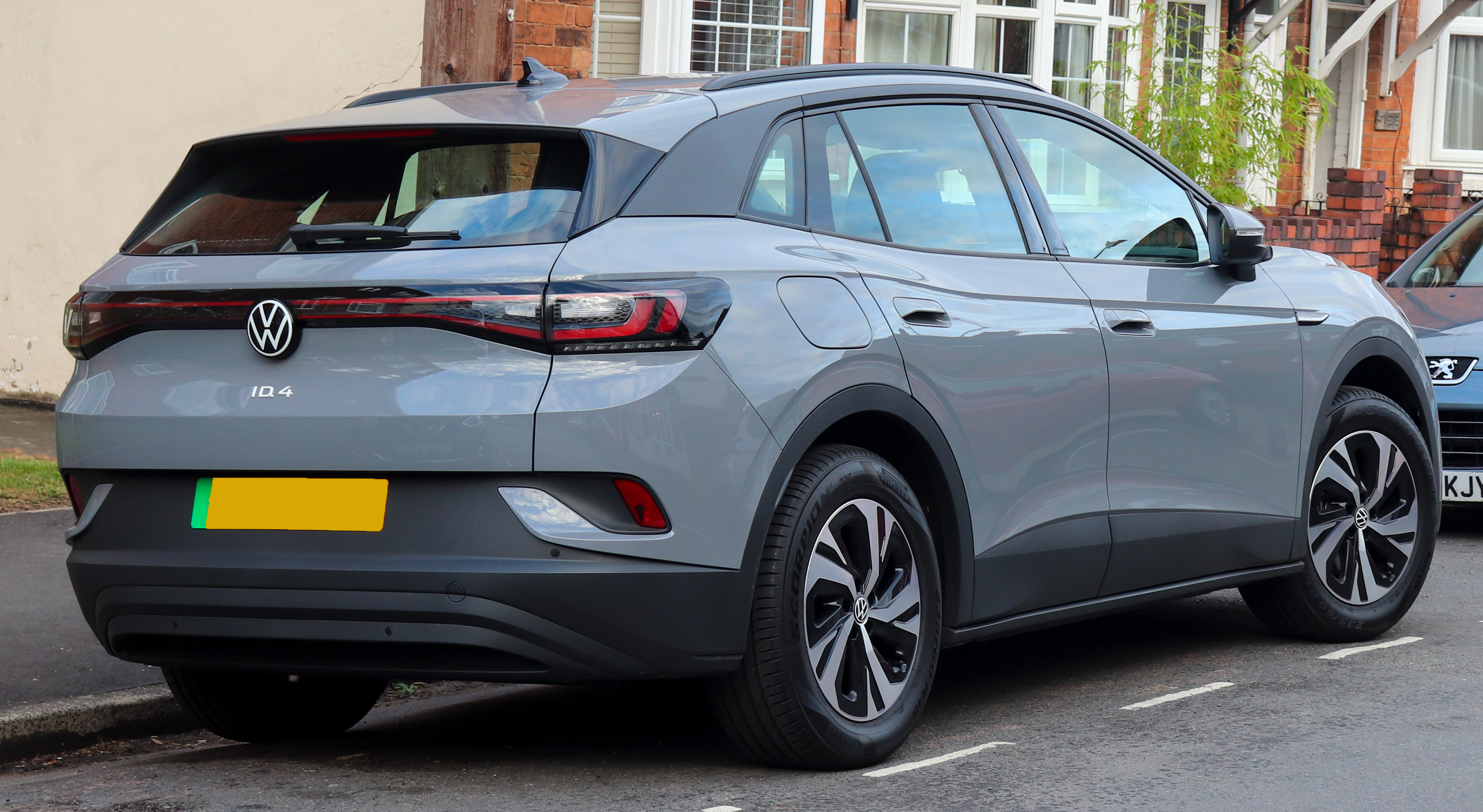
ID.4后侧
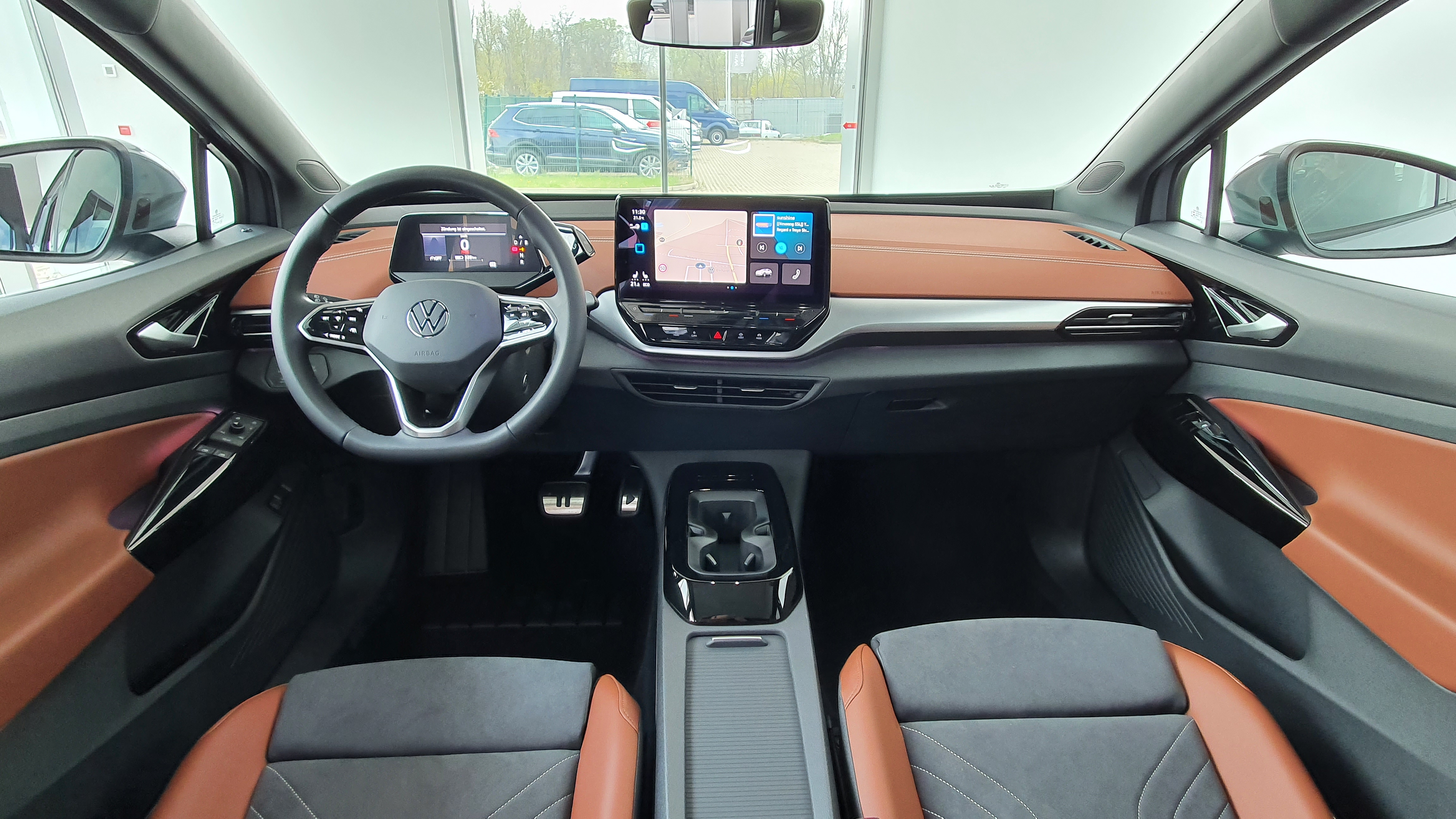
ID.4内饰

### ID.5
大众ID.5于2021年8月首次亮相，同年11月正式发布，自2022年1月起投产。ID.5的风阻系数较低，为0.26，比ID.4低0.02。ID.5有三款不同版本，分别是 Pro、Pro Performance和 GTX，后者采用双电机全轮驱动布局。ID.5有三种动力系统可供选择，但与ID.4不同，ID.5仅有一款77 kWh的电池可供选择。ID.5倾斜的车顶线减少了载物空间，其中后排座椅升起时可提供549升的载物空间，而座椅折叠时则可提供1,561升的载物空间。

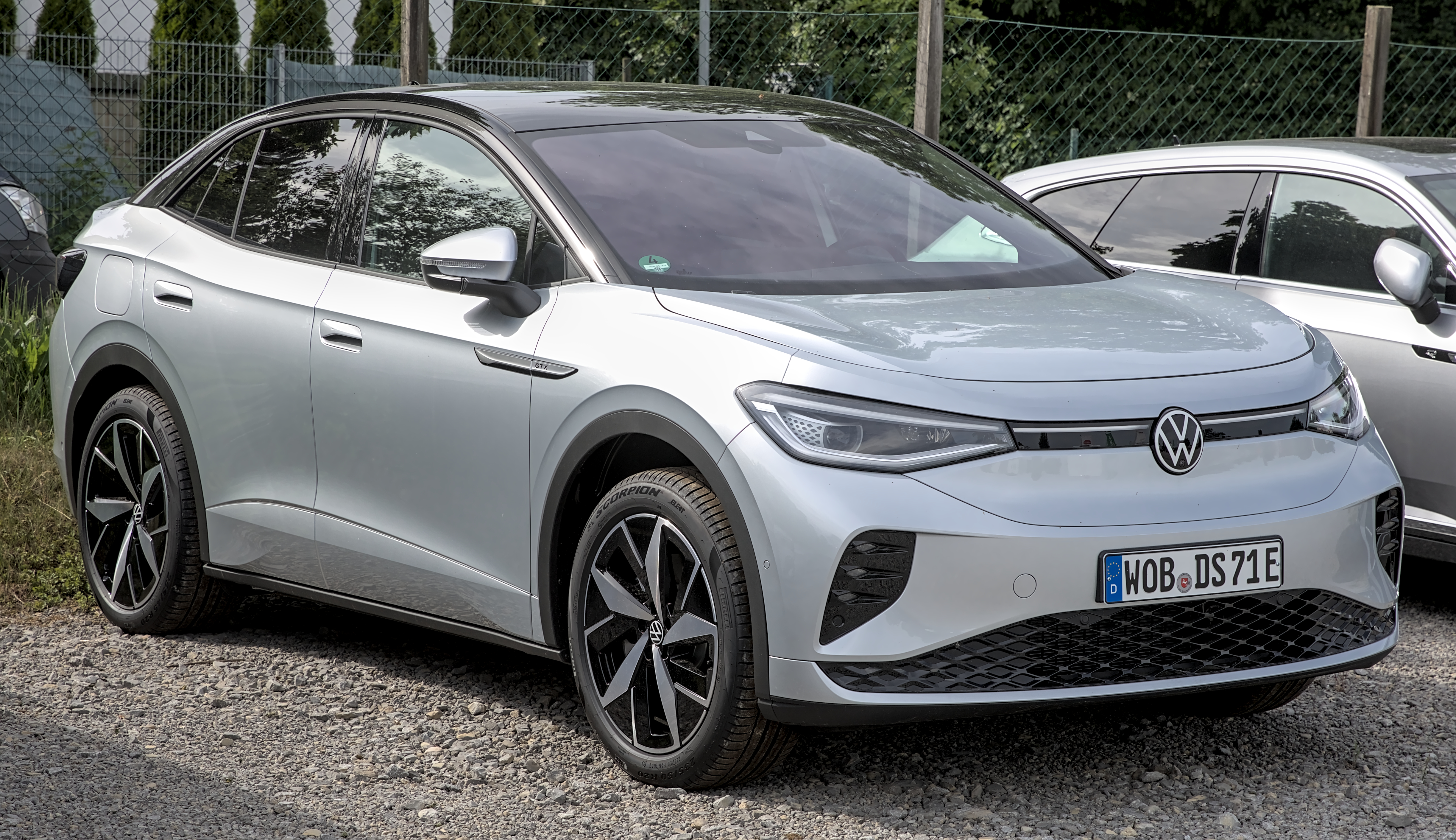
ID.5 GTX
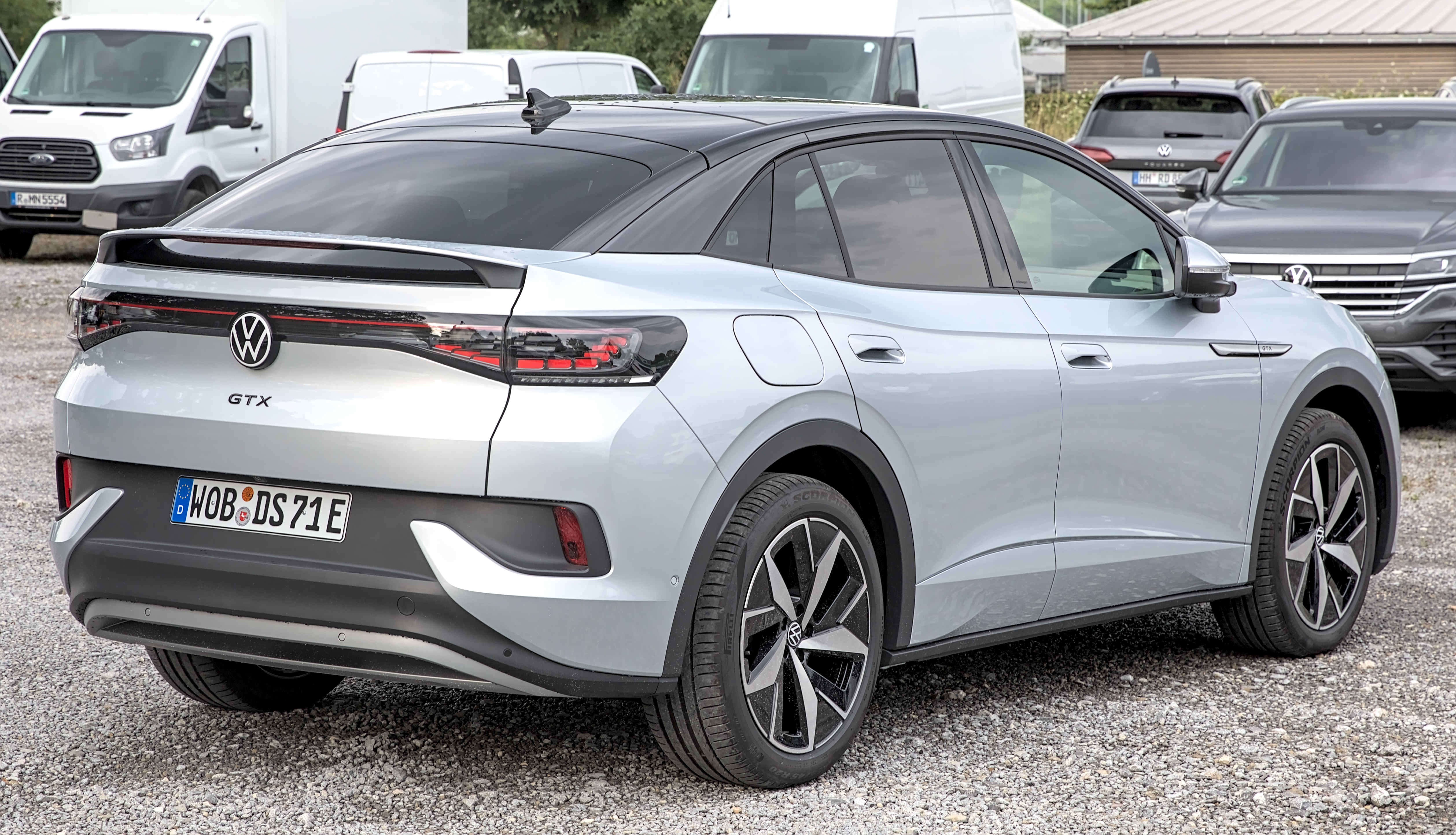
ID.5后侧

## 各地版本

### 欧洲
欧洲市场销售的ID.4提供四种动力选项。146 hp（148 PS；109 kW）或168 hp（170 PS；125 kW）版本由52 kWh电池组供电，而更大的77 kWh电池可与172 hp（174 PS；128 kW）或201 hp（204 PS；150 kW）电动机配对，单次充电的续航里程可达520 km（323 mi）。旗舰版本可在8.5秒内完成0—100 km/h（0—62 mph）加速。
全轮驱动版在欧洲以ID.4 GTX的名义销售，0—96 km/h（0—60 mph）的加速仅需5.7秒，而0—100 km/h（0—62 mph）的加速也仅需6.2秒。
自车型推出以来，上述所有数值都发生了显著变化；2024款车型百公里加速时间最快为5.4秒。
ID.4自投产以来就在德国大众茨维考工厂生产，并自2022年5月起也在该公司的埃姆登工厂生产。

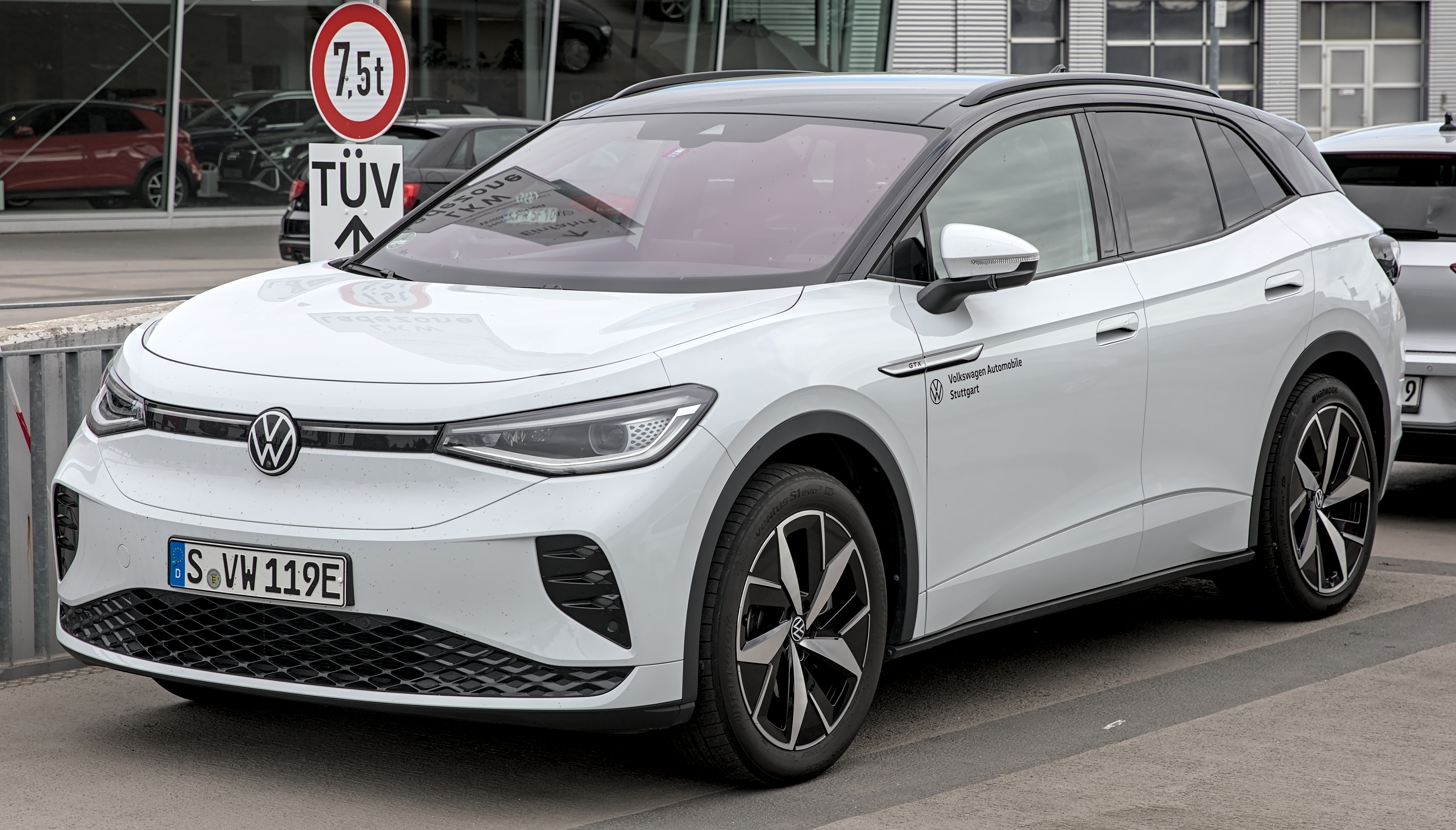
ID.4 GTX前侧
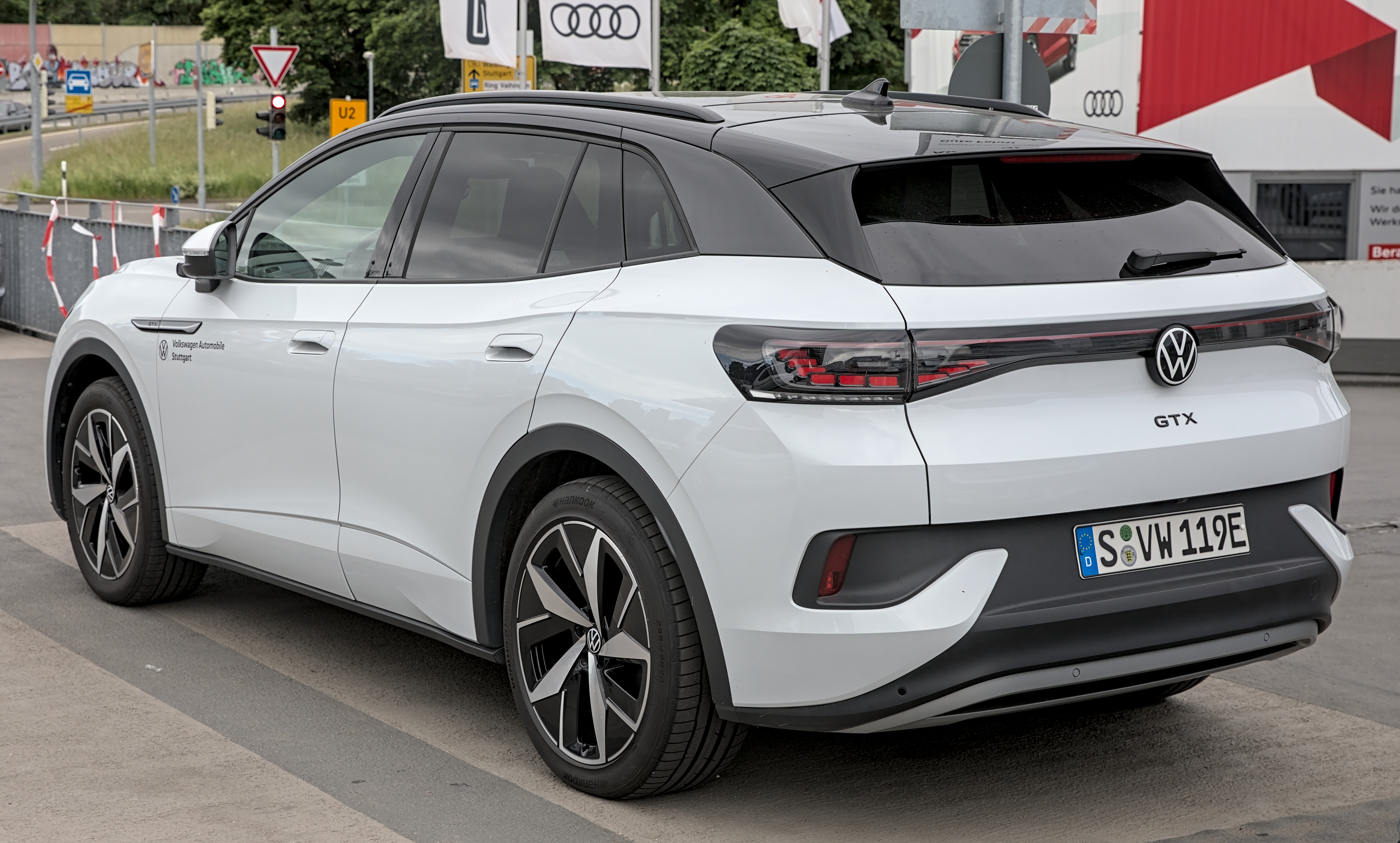
ID.4 GTX后侧
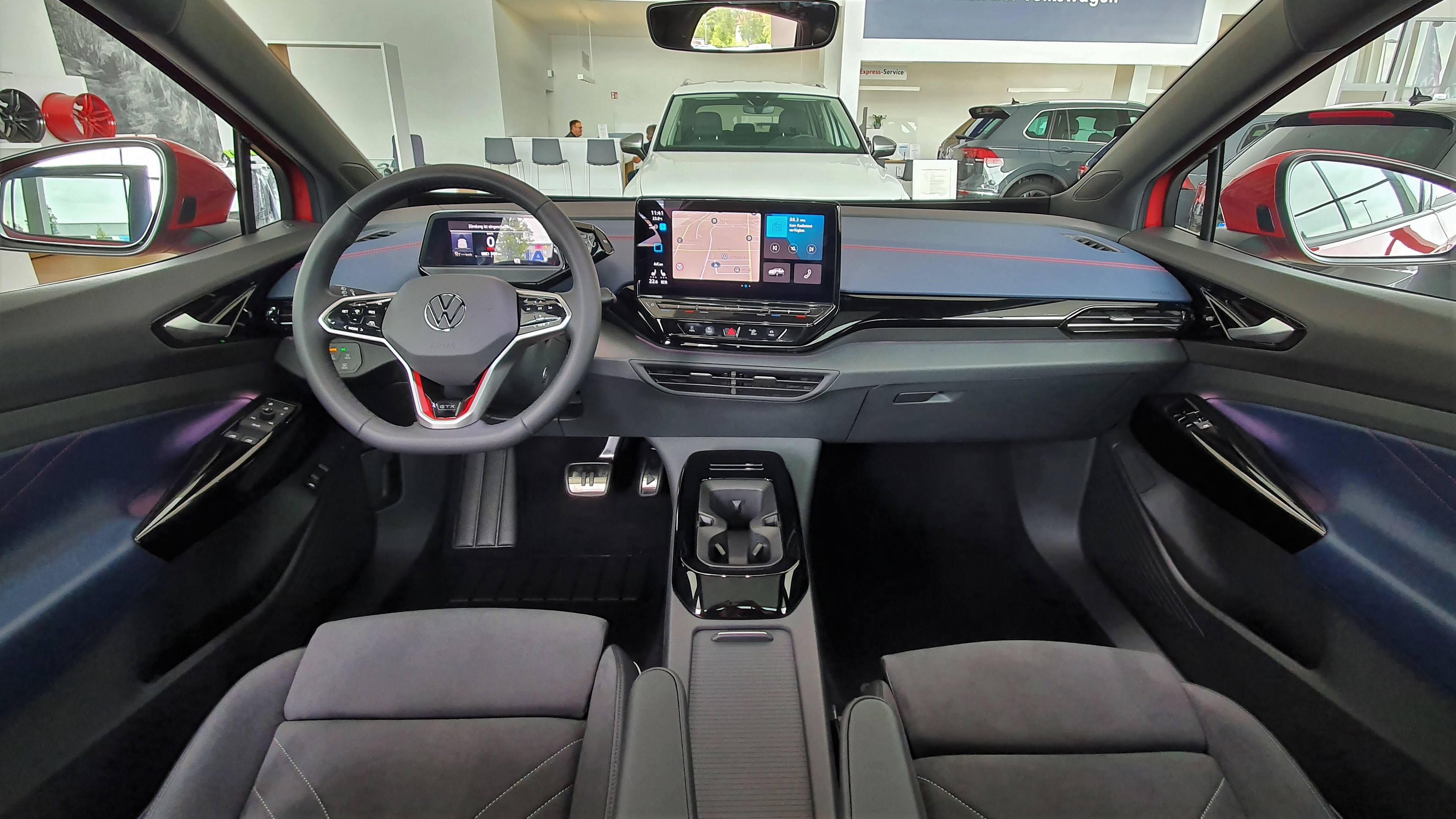
ID.4 GTX内饰

### 北美
在北美市场，ID.4后驱版的功率为201匹馬力（150千瓦特），扭矩为229英磅·英尺（310牛頓·）；全轮驱动版的功率为295匹馬力（220千瓦特），扭矩为339英磅·英尺（460牛頓·）。北美版的电池组有62 kWh和82 kWh两种规格可选，其中82 kWh的电池组根据美国环保署的测试标准，满电续航里程为245—280 mi（394—451 km）（具体取决于版本）。而62 kWh的续航里程为209英里（336）。
北美市场销售的2021-2022款ID.4为从德国进口。2022年7月26日，北美版ID.4开始在位于美国田納西州查塔努加的工厂生产，同时享受当地的补贴政策。
北美版2023款车型进行了适度更新。其中，标准版和S trim版搭载62 kWh的电池组，由SK On供应，峰值充电率为140 kW。标准版的ID.4售价降至37,495美元（自2022年12月起上涨至38,995美元）。而更大的82 kWh电池组也进行了升级，自2022年12月起由SK On和LG能源解决方案同时供应，以提高产量。对于搭载82 kWh电池组的后驱版，峰值充电速度为170 kW；其他车型配备LG电池组，峰值充电速度为135 kW，与大多数2023年前车型一样。所有82 kWh 四驱版车型均配备SK On电池，峰值充电功率为170 kW。大众表示，SK On 电池组的10-80%直流快速充电时间为30分钟，LG电池组的10-80%直流快速充电时间为36分钟。两个电池组的电池容量和额定续航里程相同。
2023款的更新还包括重新设计的中控台、更大的12 英寸信息娱乐系统、自动停车系统、辅助车道变换、全旅程智能辅助驾驶系统（Travel Assist）（Travel Assist是北美版ID.4的标准配置，但2021-22款车型没有辅助车道变换功能）和45瓦USB-C快充口。选装件包括Area View（环视摄像头系统）、三区自动气候控制、加热后排座椅和新的外观颜色。

### 中国大陆
中国大陆市场的ID.4分为两种车型，分别是上汽大众生产的ID.4 X和一汽大众生产的ID.4 Crozz，两款车型的造型略有不同。ID.4 X和ID.4 Crozz两款车型于2020年10月下线。考虑到紧凑级SUV的市场需求，上汽大众和一汽大众选择ID.4作为在中国大陆市场量产的首款ID.系列车型，而非该系列首款全球上市车型ID.3。这两款车型分别由上汽大众新能源汽车工厂和一汽大众佛山MEB智慧工厂生产，且均为工厂启用后的首款量产车型。
一汽大众ID.4 Crozz外形与欧洲版的ID.4类似，但电池容量较小，续航里程为400 km（249 mi）（根据NEDC标准），功率为125 kW（168 hp；170 PS）；而续航里程更长的版本可实现550 km（342 mi）的续航，功率为150 kW（201 hp；204 PS）。高性能版本采用双电机全轮驱动，功率为225 kW（302 hp；306 PS），续航里程为520 km（323 mi）。而上汽大众ID.4 X的车身长度增加了20 mm（0.8英寸），主要是通过增加不同的保险杠。

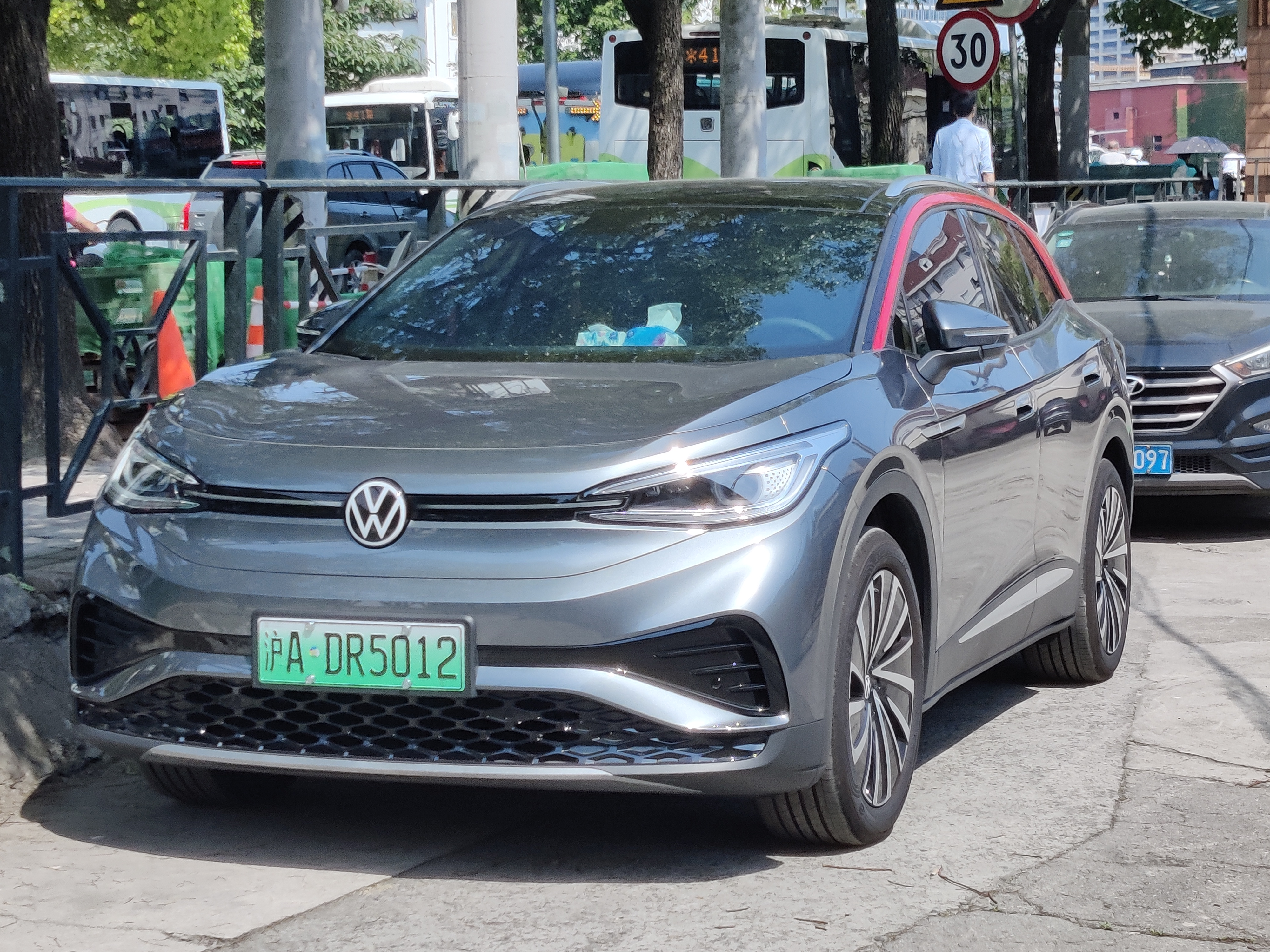
上汽大众ID.4 X前侧
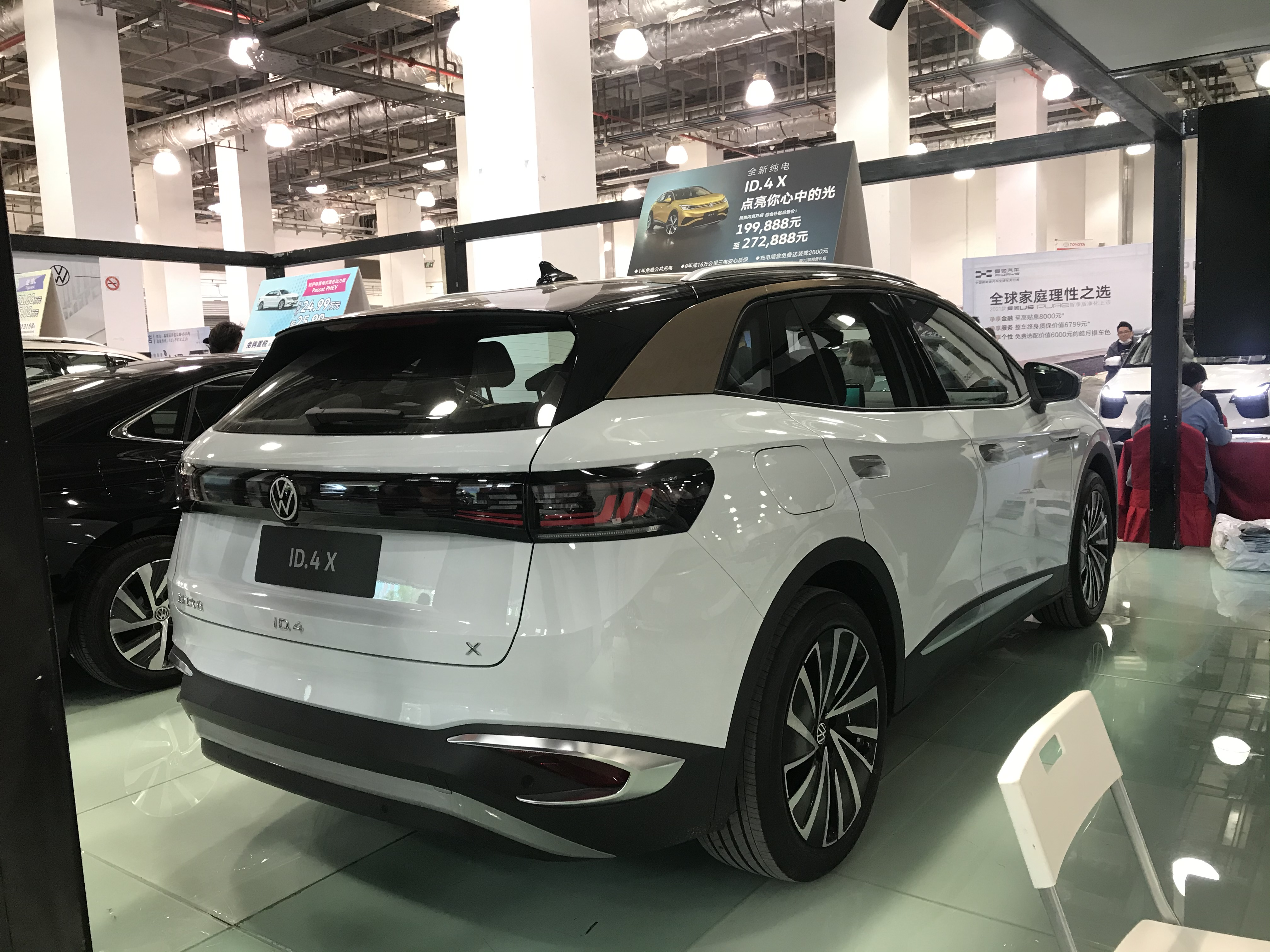
上汽大众ID.4 X后侧
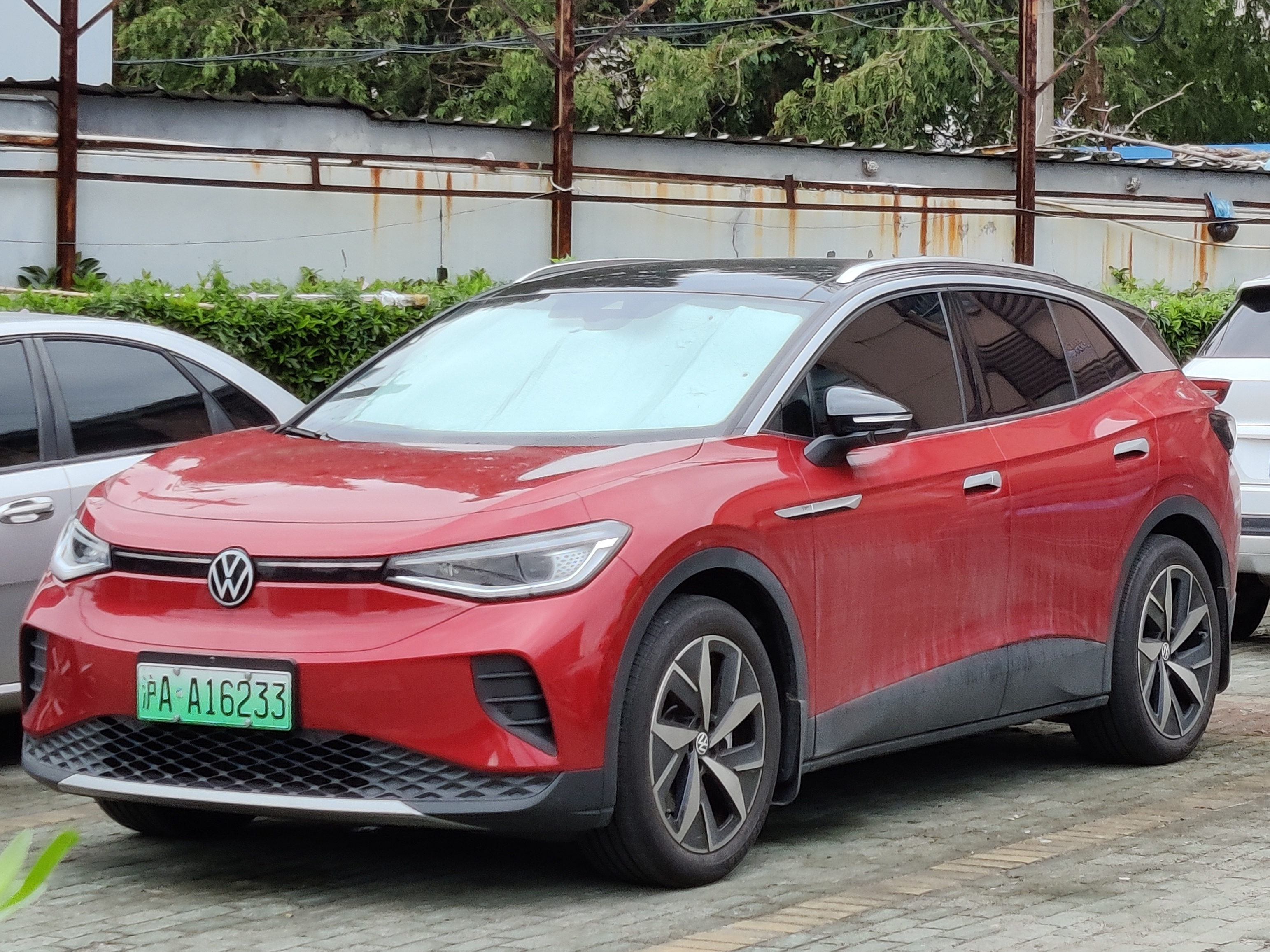
一汽大众ID.4 Crozz前侧
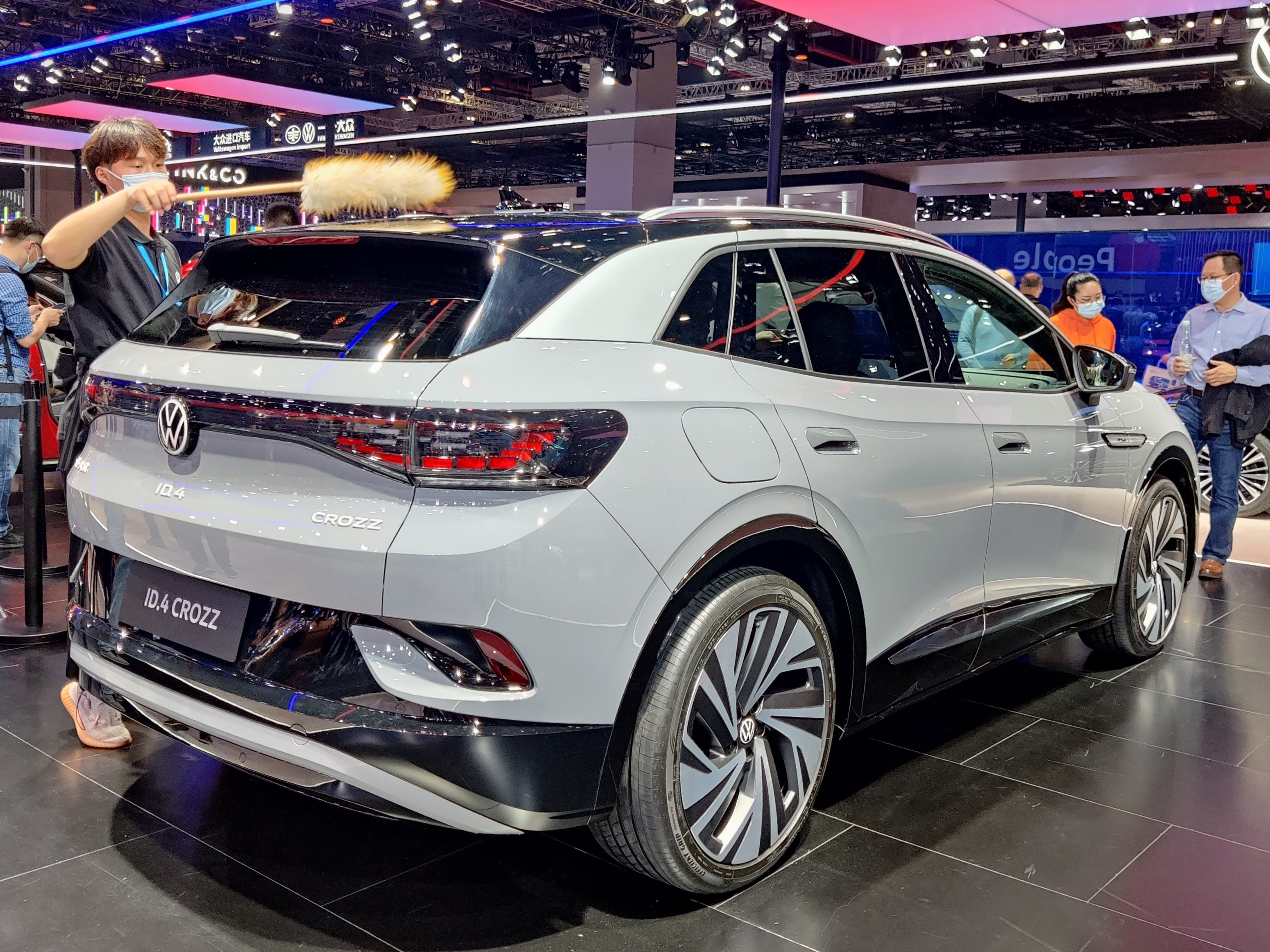
一汽大众ID.4 Crozz后侧
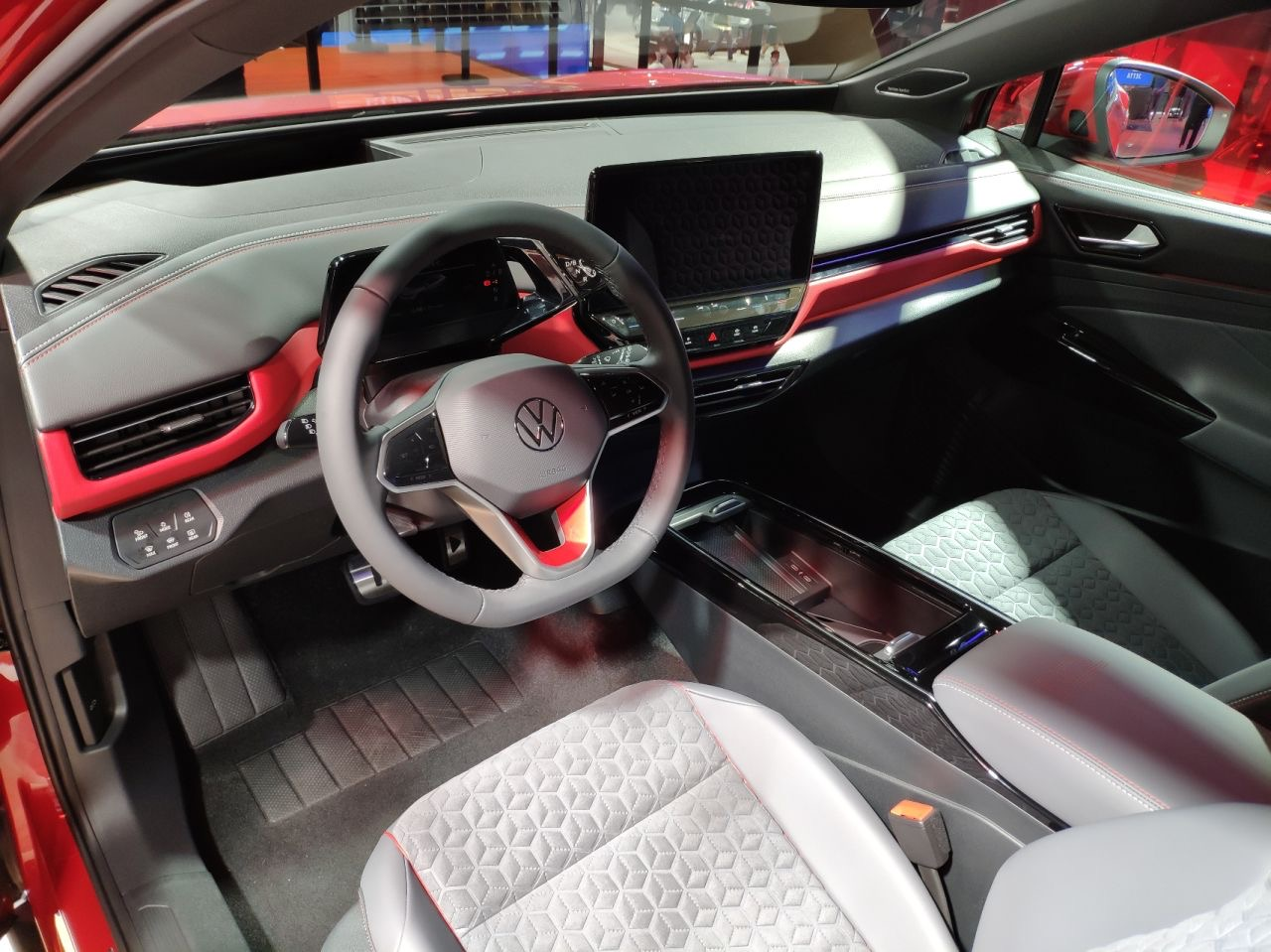
一汽大众ID.4 Crozz内饰
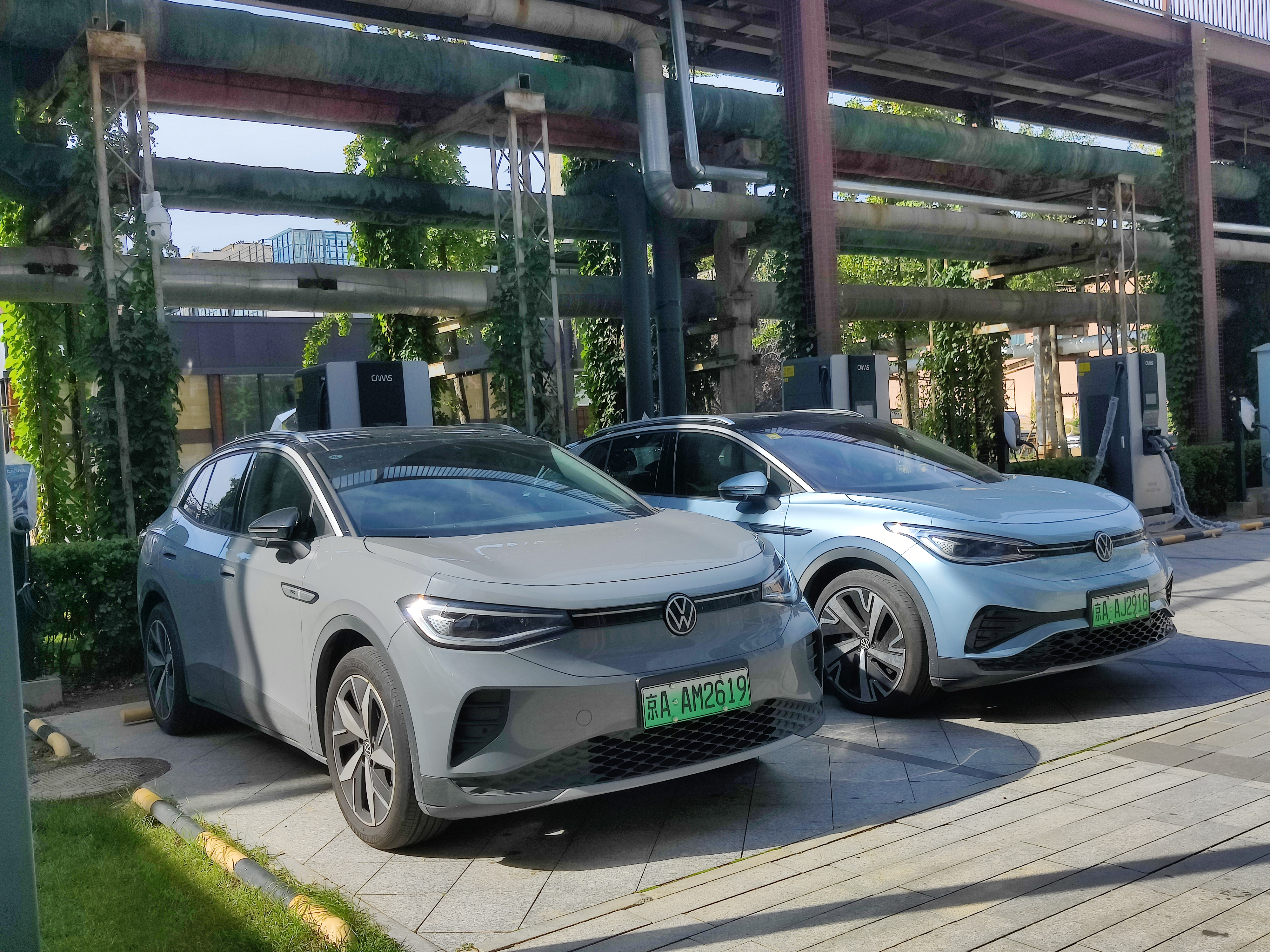
ID.4 Crozz和ID.4 X

## 安全性
2021年至2023年，ID.4在美国公路安全保险协会的安全测试中被评为“Top Safety Pick+”级。

## 产销量
| 年份 | 全球产量 | 全球产量 | 欧洲   | 美国   | 中国大陆 | 中国大陆   |
| 年份 | ID.4     | ID.5     | 欧洲   | 美国   | ID.4 X   | ID.4 Crozz |
| ---- | -------- | -------- | ------ | ------ | -------- | ---------- |
| 2020 | 6,487    |          | 4,810  |        |          |            |
| 2021 | 134,319  | 134,319  | 53,605 | 16,742 | 23,174   | 26,853     |
| 2022 | 207,934  | 207,934  | 67,655 | 20,511 | 33,761   | 34,273     |
| 2023 | 223,425  | 223,425  |        | 37,789 |          |            |

## 外部鏈接
- 美国官方网站 （页面存档备份，存于）
- 英国官方网站 （页面存档备份，存于）
- 上汽大众ID.4 X官方网站 （页面存档备份，存于）
- 一汽大众ID.4 Crozz官方网站 （页面存档备份，存于）